# Humedal de Batuco
El humedal de Batuco ubicado en torno a la laguna de Batuco es un cuerpo de agua superficial de la Región Metropolitana de Santiago, entre las comunas de Lampa, Tiltil y Quilicura. Ha sido declarado santuario de la naturaleza de Chile.
Corresponde al humedal natural más importante de la Región Metropolitana, presentando por una alta concentración de avifauna acuática y algunas especies de reptiles, anfibios y mamíferos nativos chilenos.

## Ubicación y descripción
Dirigirse por Ruta 5 hacia el norte y tomar salida “Batuco Liray”, luego, tomar ruta hacia Batuco (dirección costa), por 1 km, ahí virar a la derecha por camino Santa Rosa. Seguir esta vía por 2 km hasta virar a la izquierda en Avenida España y continuar por 3,8 km hasta virar a la derecha en Avenida Italia. Continuar por esta calle por los próximos 4,6 km (parte de esta vía es camino de tierra). Avenida Italia termina en una bifurcación, virar a la izquierda en Camino Fundo la Laguna por los próximos 2,1 km hasta llegar a las instalaciones de la Fundación San Carlos de Maipo en la Laguna de Batuco (portón de color verde a mano izquierda).
Entrando al terreno de la Fundación, doblar a la izquierda y luego a la derecha, y continuar bordeando el cerro, para acercarse al sector pasarelas, donde podrá disfrutar del sendero ecológico y el avistamiento de aves y naturaleza únicos de este lugar.

## Hidrología
El humedal está ubicado en lo que algunos llaman la fosa de Batuco, un plano que puede considerarse como una cuenca endorreica aislada de la cuenca del río Maipo, que la rodea completamente. Sus aguas son salinas y su nivel varía según las precipitaciones en la hoya y los aportes de sus afluentes superficiales y subterráneos. Recibe las aguas servidas del tranque San Rafael.: 58–59 

## Historia
Luis Risopatrón describe en su Diccionario Jeográfico de Chile de 1924 la laguna:
Batuco (Laguna de) 33° 13' 70° 50'. Tiene una superficie de 500 hectareas mas o menos, de fondo somero, es formada de aguas llovedizas está rodeada de saladares, se seca frecuentemente en el verano i se estiende hacia el NW de la estación del mismo nombre, del ferrocarril central. 61, 1850, p. 458; 127; 155, p. 70; i 156
El Programa Humedal de Batuco nace para potenciar el trabajo del entorno de la Fundación y se inicia el año 2016 con la compra del terreno correspondiente al espejo de agua de la Laguna de Batuco. La visión de este programa es “Restaurar y Conservar el humedal de Batuco como un refugio para la biodiversidad y como una fuente de servicios ecosistémicos, contribuyendo al desarrollo de la infancia y la calidad de vida de la comunidad, así como de la Región Metropolitana”. Este programa basa su trabajo en la conservación de este lugar único, controlando sus amenazas y potenciando el trabajo comunitario para transformarlo en un espacio de desarrollo para la infancia y la conservación de la biodiversidad. Prácticamente el 30% de las aves presentes en Chile pueden ser avistadas en este humedal, lo que lo transforma en un lugar tremendamente relevante para la conservación de la fauna. Además, el Humedal de Batuco presta variados servicios ecosistémicos, es decir, entrega una gran cantidad de beneficios a las personas. Entre ellos se puede nombrar la recreación, control del cambio climático, control de inundaciones, y el desarrollo económico mediante el uso sustentable de la totora, entre muchos otros.
En el 2020 se presentó al Ministerio de Medio Ambiente, un expediente que busca declarar a la Laguna Batuco como Santuario de la Naturaleza, para que de esta forma cuente con la protección del Estado de Chile. 

## Población, economía y geología

### Avifauna
El humedal de Batuco es conocido por su abundancia y cantidad de aves, muchas de las cuales son residentes, otras migratorias y algunas ocasionales. Se estima que alrededor del 30% de las especies de aves de Chile pasa por este humedal cada año. Destaca como un sitio de invernada de Piuquenes (Oressochen melanoptera), alcanzando bandadas de hasta 500 ejemplares alimentándose en sus potreros y cercanías a su laguna. También es el sitio con mayor abundancia de Pato rinconero (Heteronetta atricapilla) del mundo (más de 700 individuos contabilizados). A nivel nacional es importante por congregar las mayores presencias de Pato colorado, Pato cuchara, Pato jergon grande, Tagua de frente roja, becacina pintada y pidencito.
- Águila Geranoaetus melanoleucus
- Aguilucho Geranoaetus polyosoma
- Aguilucho chico Buteo albigula
- Bailarín Elanus leucurus
- Bailarín chico Anthus correndera
- Bandurilla de los bosques Upucerthia saturatior
- Becacina Gallinago paraguaiae
- Becacina pintada Nycticryphes semicollaris
- Blanquillo Podiceps occipitalis
- Cachudito Anairetes parulus
- Caiquen Chloephaga picta
- Canastero Pseudasthenes humicola
- Cernícalo Falco sparverius
- Chercán Troglodytes aedon
- Chercán de las vegas Cistothorus platensis
- Chincol Zonotrichia capensis
- Chirihue Sicalis luteola
- Chorlo de collar Charadrius collaris
- Chorlo dorado Pluvialis dominica
- Chorlo chileno Charadrius modestus
- Chuncho Glaucidium nana
- Churrete acanelado Cinclodes fuscus
- Churrete chico Cinclodes oustaleti
- Cisne de cuello negro Cygnus melancoryphus
- Cisne coscoroba Coscoroba coscoroba
- Codorniz Callipepla californica
- Colegial Lessonia rufa
- Cotorra Myiopsitta monachus
- Cuervo de pantano Plegadis chihi
- Dormilona tontita Muscisaxicola maclovianus
- Diuca Diuca diuca
- Diucón Pyrope pyrope
- Fío-fío  Elaenia albiceps
- Flamenco chileno Phoenicopterus chilensis
- Gaviota andina Chroicocephalus serranus
- Garza azul Egretta caerulea
- Garza boyera Bubulcus ibis
- Gaviota cáhuil Chroicocephalus maculipennis
- Garza chica Egretta thula
- Garza chiflón Syrigma sibilatrix
- Garza cuca Ardea cocoi
- Gaviota de Franklin Leucophaeus pipixcan
- Gaviota dominicana Larus dominicanu
- Garza grande Ardea alba
- Golondrina barranquera Riparia riparia
- Golondrina bermeja Hirundo rustica
- Golondrina chilena Tachycineta leucopyga
- Golondrina de dorso negro Pygochelidon cyanoleuca
- Golondrina grande  Petrochelidon pyrrhonota
- Gorrión Passer domesticus
- Halcón perdiguero Falco femoralis
- Halcón peregrino  Falco peregrinus
- Huairavo Nycticorax nycticorax
- Huairavillo Ixobrychus involucris
- Huala Podiceps major
- Jilguero Spinus barbatus
- Jote de cabeza colorada Cathartes aura
- Jote de cabeza negra Coragyps atratus
- Lechuza Tyto alba
- Loica Leistes loyca
- Mirlo Molothrus bonariensis
- Mero Agriornis lividus
- Pájaro amarillo Pseudocolopteryx citreola
- Paloma Columba livia
- Pato capuchino Anas versicolor
- Pato colorado Anas cyanoptera
- Pato cuchara Anas platalea
- Pato de collar Anas platyrhynchos
- Pato gargantillo Anas bahamensis
- Pato jergón chico Anas flavirostris
- Pato jergón grande Anas georgica
- Pato juarjual Lophonetta specularioides
- Pato negro Netta peposaca
- Pato pampa Dendrocygna viduata
- Pato rana de pico ancho Oxyura jamaicensis
- Pato rana de pico delgado Oxyura vittata
- Pato real Anas sibilatrix
- Pato silbón Dendrocygna bicolor
- Pato rinconero Heteronetta atricapilla
- Pequén Athene cunicularia
- Perdiz chilena Nothoprocta perdicaria
- Perdicita Thinocorus rumicivorus
- Perrito Himantopus mexicanus
- Peuco Parabuteo unicinctus
- Picaflor chico Sephanoides sephaniodes
- Picurio Podilymbus podiceps
- Pidencito Laterallus jamaicensis
- Pidén Pardirallus sanguinolentus
- Pimpollo Rollandia rolland
- Pitío Colaptes pitius
- Pitotoy grande Tringa melanoleuca
- Pitotoy chico Tringa flavipes
- Piuquén Oressochen melanoptera
- Platero Phrygilus alaudinus
- Playero enano Calidris minutilla
- Playero de Baird Calidris bairdii
- Playero pectoral Calidris melanotos
- Pollito de mar tricolor Phalaropus tricolor
- Pollito de mar rojizo Phalaropus fulicarius
- Queltehue Vanellus chilensis
- Rara Phytotoma rara
- Run-run Hymenops perspicillatus
- Siete colores Tachuris rubrigastra
- Tagüita del norte Gallinula galeata
- Tagüita Gallinula melanops
- Tagua común Fulica armillata
- Tagua de frente roja Fulica rufifrons
- Tagua chica Fulica leucoptera
- Tagua andina Fulica ardesiaca
- Tenca Mimus thenca
- Tiuque Milvago chimango
- Trabajador Phleocryptes melanops
- Tijeral Leptasthenura aegithaloides
- Torcaza Patagioenas araucana
- Tórtola Zenaida auriculata
- Tortolita cuyana Columbina picui
- Tordo Curaeus curaeus
- Trile Agelasticus thilius
- Tucúquere Bubo virginianus
- Vari Circus cinereus
- Vari huevetero Circus buffoni
- Viudita Colorhamphus parvirostris
- Yeco: Phalacrocorax brasilianus
- Zarapito de pico recto  Limosa haemastica
- Zorzal  Turdus falcklandii

### Amenazas
La principal amenaza al humedal de Batuco es la acción antrópica: drenajes de la laguna para fines inmobiliarios e industriales, caza ilegal, recepción de desechos domiciliarios e industriales, construcción de diques, extracción de suelos y aguas subterráneas, entre otras.
En los últimos 10 años la situación de esta área se agravó debido a estos factores, llevando al humedal a un estado crítico. En el año 2016, 300 hectáreas del humedal fueron compradas por la Fundación San Carlos de Maipo para poder iniciar un proceso de conservación y restauración de los daños, disminuyendo el déficit de áreas verdes en la región.